# La Sorcière (film, 1988)
Pour les articles homonymes, voir La Sorcière.
Pour plus de détails, voir Fiche technique et Distribution.
La Sorcière (La visione del sabba) est un film franco-italien réalisé par Marco Bellocchio, sorti en 1988.

## Fiche technique
- Titre original : La visione del sabba
- Titre français : La Sorcière
- Réalisation : Marco Bellocchio
- Scénario : Marco Bellocchio et Francesca Pirani
- Photographie : Giuseppe Lanci
- Musique : Carlo Crivelli
- Pays d'origine : Italie - France
- Format : Couleurs - 1,66:1 - Mono
- Genre : drame
- Durée : 94 minutes
- Date de sortie : 1988

## Distribution
- Béatrice Dalle : Maddalena
- Daniel Ezralow : Davide
- Corinne Touzet : Cristina
- Jacques Weber : Prof. Cadò
- Omero Antonutti : Medico condotto